# Ranavalona II van Madagaskar
Ranavalona II van Madagaskar (Ambatomanoina, 1829 - Madagaskar, 13 juli 1883) was van 1868 tot 1883 koningin van het Koninkrijk Madagaskar. In de laatste jaren van haar regeerperiode viel Madagaskar onder Frans protectoraat.
Ze is vooral bekend als de koningin die het gehele koninklijke hof tot het christendom liet bekeren.
Na haar dood in 1883 werd ze opgevolgd door koningin Ranavalona III.
- Gemeinsame Normdatei: 1156241677
- International Standard Name Identifier: 0000 0000 7319 1830
- Library of Congress Control Number: no2009174605
- Nationale Bibliotheek van Polen: a0000002625040
- Système universitaire de documentation: 238261042
- Virtual International Authority File: 102988004
- WorldCat: E39PBJcKJhkqhwXBbfyvdxyWXd